# Roger Vivier

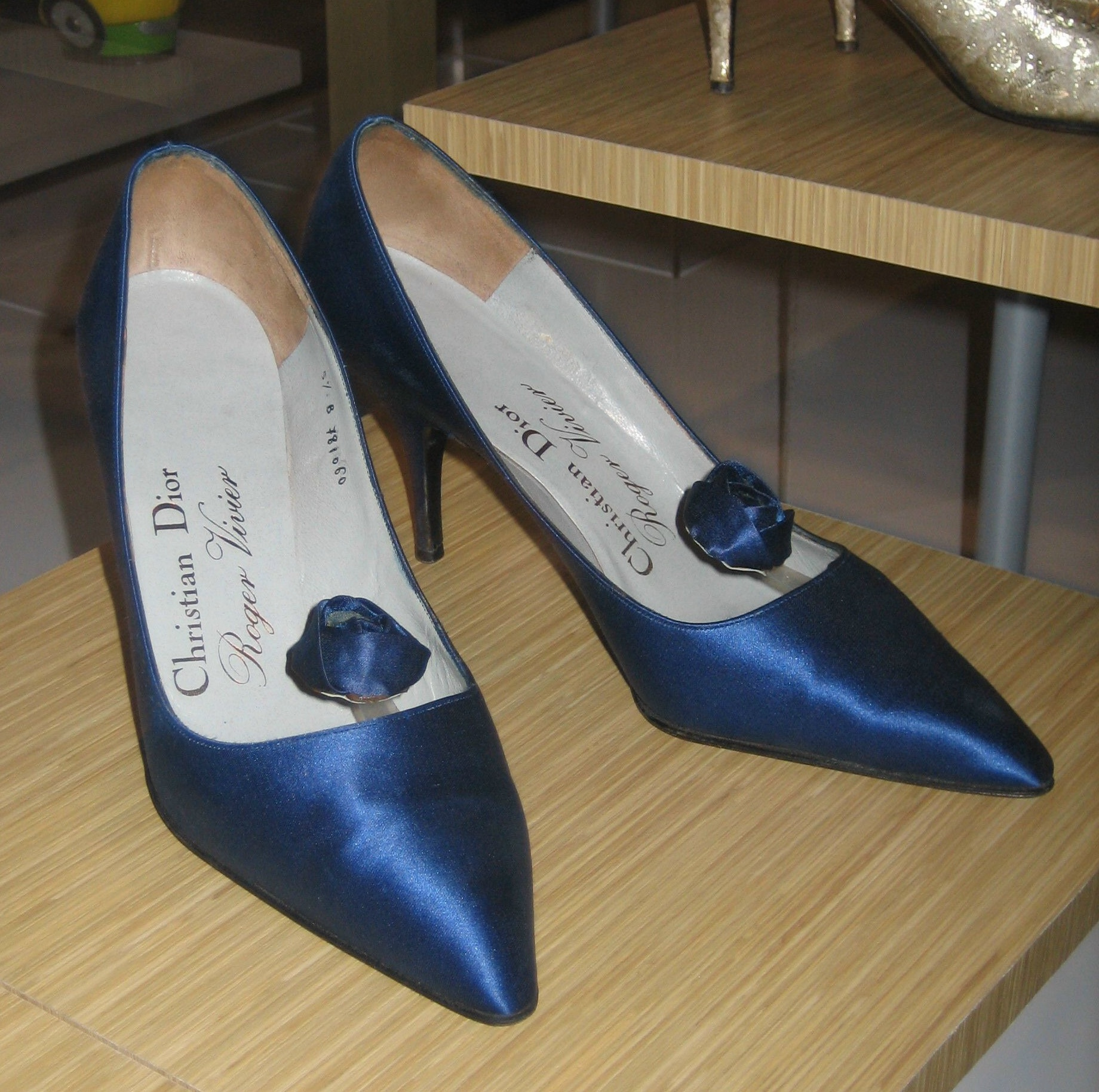
Skor av Roger Vivier för Christian Dior.

Roger Vivier, född 13 november 1907 i Paris, död 2 oktober 1998 i Toulouse, var en fransk skodesigner. Han är främst känd som skapare av stilettklacken. Vivier kallades "skornas Fabergé".

## Biografi
Vid 17 års ålder började Vivier arbeta i en skofabrik i Paris där han lärde sig grunderna i skotillverkning. Senare kom han att studera skulptur på École des Beaux-Arts, där han började designa sina egna skor. År 1937 öppnade han sin första butik på Rue Royale i centrala Paris.
År 1953 började Vivier samarbeta med modeskaparen Christian Dior, då han designade skomodeller som skulle passa till Diors kollektion The New Look. Skorna var av silke eller läder och pryddes ofta med detaljer av pärlor och juveler. År 1954 konstruerade Vivier den första stilettklacken, en smal klack som hölls upp av en nio centimeters spik. Skådespelerskan Marlene Dietrich bar ofta Vivers stiletter. Viviers skor har även burits av celebriteter som Ava Gardner, Grace Kelly, Diana Vreeland och The Beatles. Han designade de skor även drottning Elizabeth II bar vid sin kröning den 2 juni 1953.